# Delavec (tednik)
Delavec je bil slovenski delavski tednik v Združenih državah Amerike.
Tednik je izhajal v letih 1915−1928. Njegov predhodnik je bil tednik Slovenija, ki je začel izhajati novembra 1915 v Milwaukeeju. Prvi urednik je bil Leopold Zakrajšek, od 1920 pa Frank Novak. Decembra 1921 je dotedanji lastnik Frank Veranich list prodal skupini hrvaških komunistov v Chicagu; ti so ga 1922  preimenovali v Delavsko Slovenijo. Do oktobra 1925 je bil urednik  Frank Novak, nato pa Ernest Bartulović. Časopis je prenehal izhajati 2. septembra 1926, že 9. septembra istega leta pa ga je nasledil Delavec, ki so ga januarja 1928 preselili v Detroit, vendar je že julija 1928 prenehal izhajati. Ves ta čas ga je urejal Ernest Barulović.